# 3630 Lubomír
3630 Lubomír este un asteroid din centura principală, descoperit pe 28 august 1984, de Antonín Mrkos.